# Tropojë (distrito)
Tropojë (em albanês:  Rrethi i Tropojës) é um dos 36 distritos da Albânia localizado na prefeitura de Kukës. Sua capital é a cidade de Bajram Curri. Situa-se junto à fronteira entre a Albânia e a Sérvia e Montenegro, ao norte do país.